# إدوار ماريغا
إدوار ماريغا (بالإسبانية: Eduar Marriaga)‏ (مواليد 25 نوفمبر 1992) هو ملاكم كولومبي، مثّل بلاده في الألعاب الأولمبية الصيفية 2012.

## روابط خارجية
إدوار ماريغا على موقع أوليمبيديا (الإنجليزية)